# Lago dell'Ancipa
Lago dell'Ancipa – zbiornik retencyjny we Włoszech, w północnej Sycylii, na granicy Prowincji Enna i Prowincji Mesyna. Znajduje  się na terenie gór Nebrodi, na drodze między Troina i Cerami, pięć kilometrów od pierwszego miasta. Położony jest na wysokości 944 m n.p.m., jego powierzchnia wynosi 1,39 km², głębokość maksymalna 97,5 m, powierzchnia zlewni ok. 51 km², a objętość ok. 28,1 milionów m³. Zbiornik jest otoczony przez dębowe i bukowe lasy.